# Auguste Goy
Auguste-Denis Goy, dit Auguste Goy, né le 7 février 1812 à Melun et mort le 15 juillet 1875 à Quimper, est un peintre français.

## Biographie
Auguste Goy est un élève de Jean-Auguste-Dominique Ingres pendant quelques mois en 1834, mais faute de ressources, il ne peut suivre celui-ci à Rome alors qu'il le lui propose. Portraitiste à Paris puis paysagiste, il illustre un livre sur la Creuse et séjourne ensuite en Angleterre jusqu'en 1845. En 1847, Auguste Goy se fixe à Quimper où, à partir de 1861, il est professeur de dessin au collège de la ville. La bourgeoisie locale lui commande des portraits. Il vit très isolé, ne fréquentant pas du tout les milieux artistiques parisiens.
Il peint les paysages des environs de Quimper et ceux du Pays Bigouden, des scènes de genre, des intérieurs de café ou de maisons, des portraits de paysans en costume traditionnel, traite des sujets historiques comme Le retour de Crimée.
Son œuvre présente un intérêt documentaire qui illustre la vie quotidienne en Cornouaille au XIXe siècle.

## Expositions
Une exposition lui a été consacrée au manoir de Kerazan, Fondation Astor - Institut de France-, en Loctudy entre le 26 avril et le 30 septembre 2005 (commissariat et catalogue par André Cariou, directeur du musée des beaux-arts de Quimper) : Auguste Goy, un peintre de la Cornouaille au siècle dernier.

## Œuvres
- Jeune paysan auprès d'une ruine d'église, huile sur toile, 53 × 36 cm, Institut de France
- Le lavoir du Drennec, dessin, musée des beaux-arts de Quimper
- Portrait de Joseph Georges Astor[5], 1866, manoir de Kerazan en Loctudy, Institut de France
- Étude pour un intérieur[6], 1858, 38,6 × 49 cm, musée des beaux-arts de Quimper
- Intérieur près de Pont-l'Abbé[7], 1858, 38,6 × 49 cm, musée des beaux-arts de Quimper
- Intérieur d'une maison paysanne, manoir de Kerazan en Loctudy, Institut de France
- Au café, huile sur toile, 64x85cm, manoir de Kerazan en Loctudy, Institut de France
- Portrait de petite fille, huile, manoir de Kerazan en Loctudy, Institut de France
- Le retour de Crimée, vers 1856, manoir de Kerazan en Loctudy, Institut de France
- Vieille femme de Pont-L'Abbé, vers 1856, manoir de Kerazan en Loctudy, Institut de France
- Le vieux quimpérois ou Le celte, huile sur toile, 44x37cm, manoir de Kerazan en Loctudy, Institut de France
- Le veuf débauché, après 1848, huile sur toile (51x43,5cm), manoir de Kerazan en Loctudy, Institut de France
- La laveuse, manoir de Kerazan en Loctudy, Institut de France
- Intérieur de ferme, Quimper, Musée départemental breton
- Breton, dessin, Quimper, Musée départemental breton
- Bigoudène, huile sur toile, vers 1850, Pont-l'Abbé, Musée Bigouden [8]

## Galerie

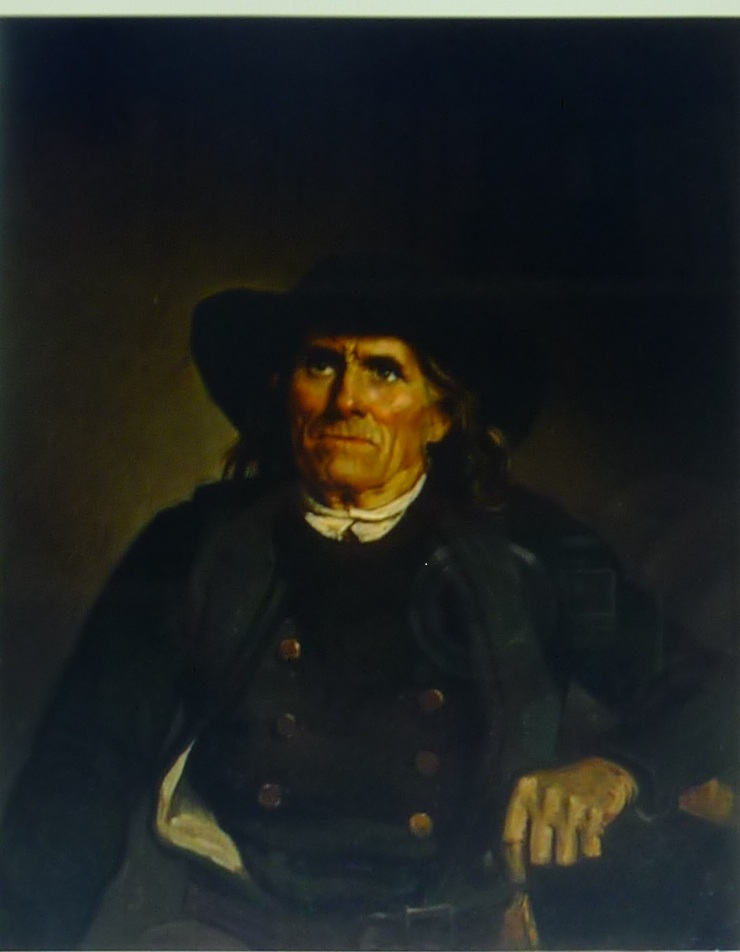
Le Vieux Quimpérois ou Le Celte (1849), manoir de Kerazan en Loctudy, fondation Astor.
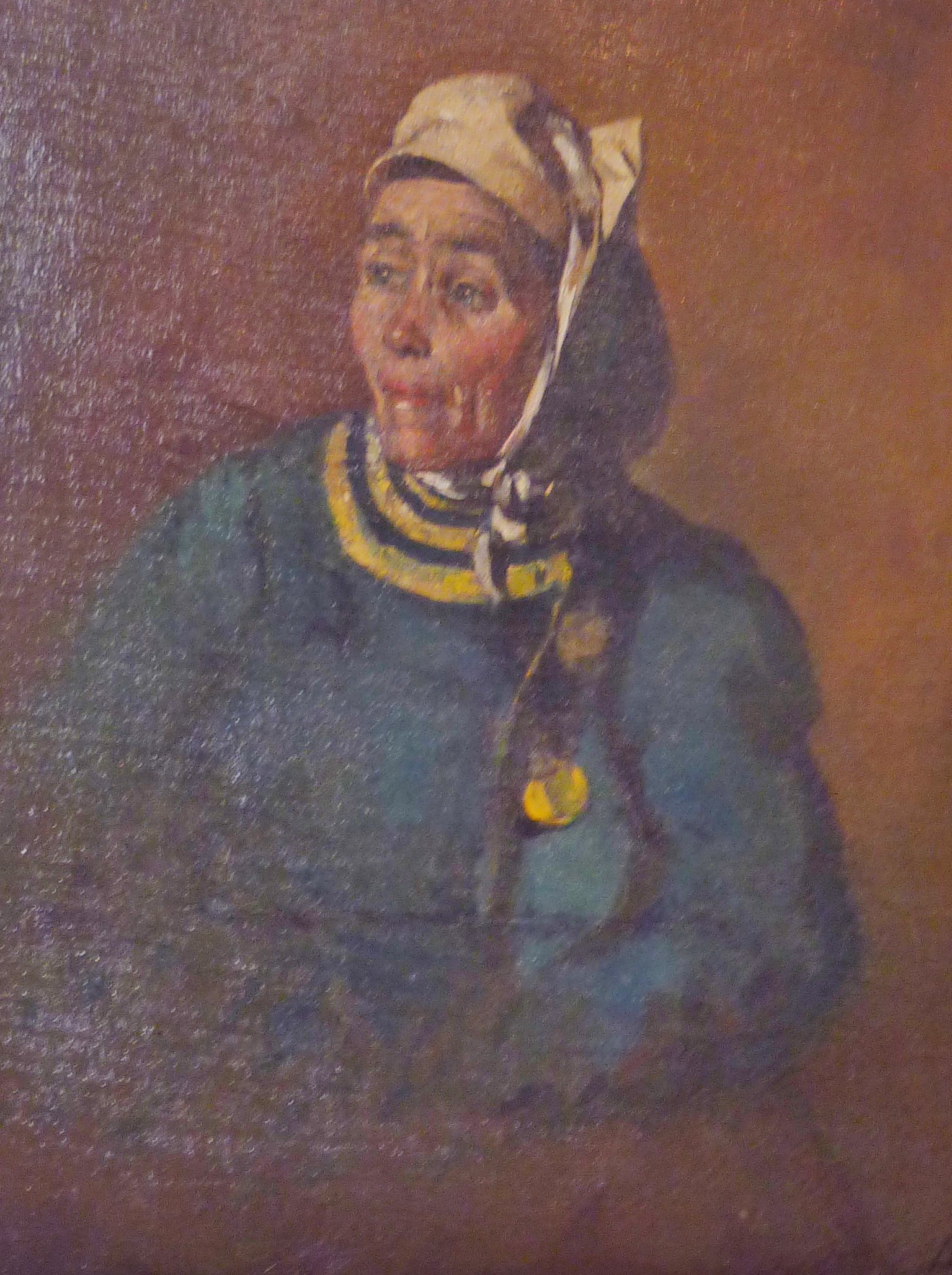
Vieille femme de Pont-l'Abbé (vers 1856), manoir de Kerazan en Loctudy, fondation Astor.
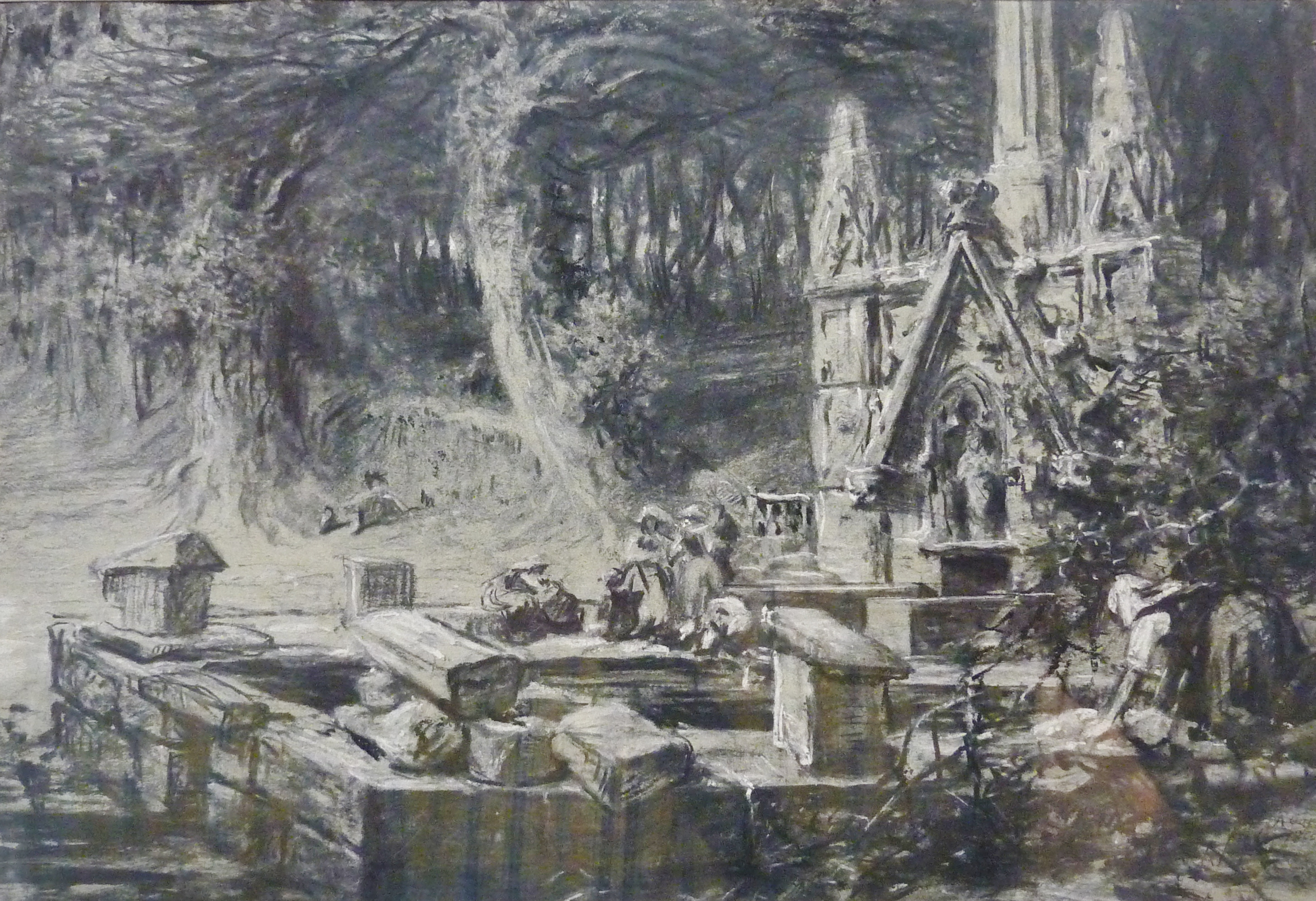
Le lavoir du Drennec (1868), musée des beaux-arts de Quimper.